# Januara

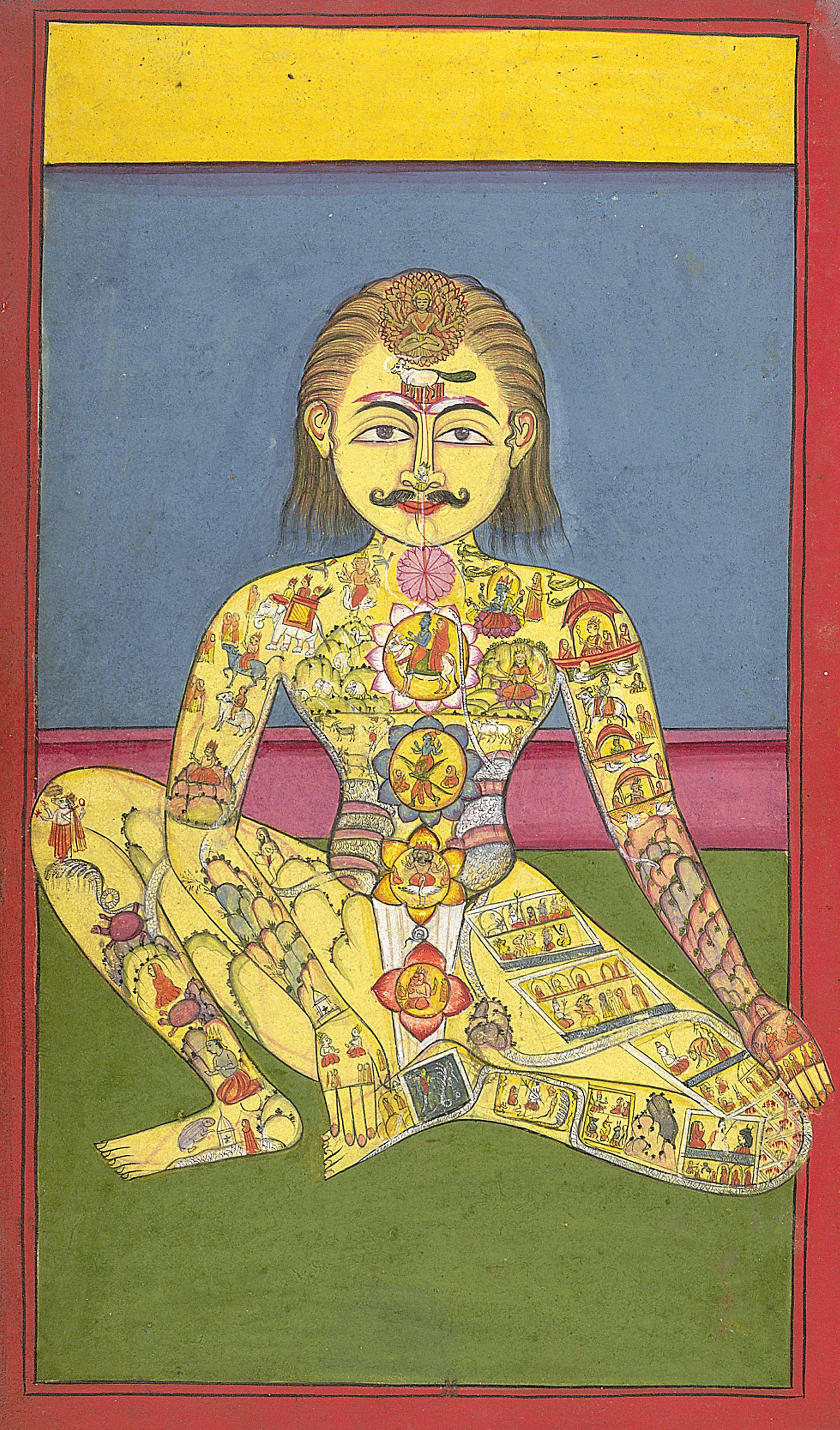
Oude Tibetaanse kaart met de 7 Chakra's en de belangrijkste marmapunten.

Januara (Januara-punt) is een marmapunt gelegen op de benen. Marmapunten worden in Oosterse filosofieën gebruikt bij massage, yoga, reflexologie en reiki. Men gelooft dat een marmapunt op een nadi ligt en zo een uitwerking kan hebben op een bepaald lichaamsdeel, proces of emotie
| Januara | |
| ------- | --- |
| Positie | Januara is gelegen op de voorzijde van de benen, op het mideen van het scheenbeen                        |
| Functie | dit punt heeft invloed op de doorstroom van adrenaline door het lichaam en is heeft invloed op de nieren |

## Overige marmapunten
Naar schatting zijn er 62.000 marmapunten in het lichaam. De belangrijkste 52 zijn: